# 非法特工
在間諜術語中，非法特工（英語：illegal agent，亦稱為「深層掩護特工」、「滲透特工」、「臥底間諜」或「鼴鼠」）是指未使用其母國官方身份或外交保護，而以虛構身份長期隱蔽滲透至目標國家或組織的間諜。這類特工通常在尚未取得機密情報權限之前即被招募，並逐步進入目標機構內部。 在大眾語境中，「非法特工」一詞也常泛指在政府或私人組織內部長期秘密活動的線人或間諜。 在警方工作中，非法特工的角色類似於臥底執法人員，進入犯罪組織以蒐集證據，最終將不法分子繩之以法。
「非法特工」這一概念雖由來已久，但在公眾中廣為人知，則是因英國間諜小說家約翰·勒卡雷於1974年出版的小說《鍋匠，裁縫，士兵，間諜》中介紹了「鼴鼠」一詞。 該詞自此進入主流語彙，但其實際起源尚不明確， 也難以確定在此之前各情報機構是否廣泛使用。勒卡雷（前英國情報官員）表示，「鼴鼠」一詞實際上來自蘇聯情報機構KGB的術語， 而西方情報機構則更常使用「非法特工」或「臥底特工」等術語。 儘管「鼴鼠」一詞曾出現在法蘭西斯·培根爵士1626年所著的《亨利七世統治史》中， 勒卡雷表示他並非從該書中取得靈感。

## 延伸閱讀
- Staff.  reissue. Secaucus, New Jersey, USA: Castle Books. November 29, 2009  [August 26, 2012]. ISBN 9781555210106. OCLC 237155763.